# Womanizer
"Womanizer" är en låt av den amerikanska sångerskan Britney Spears. Låten är inspelad för hennes sjätte studioalbum, Circus, och är den första singeln från albumet. En musikvideo började spelas in 24 september och släpptes den 10 oktober.
"Womanizer" är benämningen på en man som dejtar eller har förhållanden med flera kvinnor samtidigt.

## Produktion
"Womanizer" är producerad och skriven av Nikesha Briscoe och Rapheal Akinyemi vid det Atlanta-baserade produktionsteamet The Outsyders.

## Release
Låten släpptes på radiostationer den 26 september 2008 i USA. Låttexten för "Womanizer" postades på Britneys officiella hemsida på Jive Records en dag tidigare. En vecka innan den officiella premiären läckte ett 40 sekunders klipp via Nashvilles 107.5 The River. Jive sa sedan att klippet var en slags mix, inte den slutgiltiga versionen. DJ:n som spelade klippet stämdes sedan på $250,000 av Jive Records.
Spears officiella webbplats på Jive Records bekräftade att "Womanizer" skulle släppas via digital nedladdning på iTunes Store den 7 oktober. Jive kommer släppa låten som en CD-singel den 3 november 2008 i Storbritannien.

## Musikvideo
Videon till "Womanizer" filmades den 24 september och 25 september 2008 på en Los Angeles-nattklubb och restaurang. Den är regisserad av Joseph Khan, som tidigare regisserat Spears musikvideo till "Stronger" och "Toxic". OK! rapporterade att videon innehåller erotisk koreografi.
Musikvideon hade premiär 10 oktober. Som Spears förra musikvideo för låten "Piece of Me", hade den premiär på ABCs 20/20.

## Format och låtlista
Digital nedladdning
1. "Womanizer" (Main Version) – 3:43

Australian CD A / European CD 1 / UK CD / Promo CD
1. "Womanizer" (Main Version) – 3:43
2. "Womanizer" (Instrumental) – 3:42

## Releasehistorik
| Region         | Date              | Label                 | Format                |
| -------------- | ----------------- | --------------------- | --------------------- |
| Världen        | 26 september 2008 | Jive Records/Sony BMG | Radio                 |
| Europa         | 3 oktober 2008    | Sony BMG              | Digital nedladdning   |
| Nya Zeeland    | 6 oktober 2008    | Sony BMG              | Digital nedladdning   |
| USA            | 7 oktober 2008    | Jive Records          | Digital nedladdning   |
| Australien     | 7 oktober 2008    | Sony BMG              | Digital nedladdning   |
| Australien     | 1 november 2008   | Sony BMG              | CD-singel (Version A) |
| Australien     | 15 november 2008  | Sony BMG              | CD-singel (Version B) |
| Storbritannien | 9 november 2008   | Sony BMG              | Digital nedladdning   |
| Storbritannien | 24 november 2008  | Sony BMG              | CD-singel             |
| Tyskland       | 14 november 2008  | Sony BMG              | CD Single             |

## Listplaceringar
| Lista (2008)                  | Position |
| ----------------------------- | -------- |
| Australian ARIA Singles Chart | 5        |
| Canadian Hot 100              | 1        |
| Danish Singles Chart          | 1        |
| Finnish Singles Chart         | 7        |
| Italian Singles Chart         | 7        |
| Japan Hot 100                 | 29       |
| New Zealand Singles Chart     | 13       |
| Norwegian Singles Chart       | 1        |
| Sverigetopplistan             | 1        |
| Trackslistans årslista 2008   | 34       |
| DigiListan                    | 1        |
| Turkey Top 20 Chart           | 7        |
| U.S. Billboard Hot 100        | 1        |
| U.S. Billboard Pop 100        | 2        |

## Credits
- Sång – Britney Spears
- Producent & låtskrivare – The Outsyders